# Rädda Willy
Rädda Willy (engelska: Free Willy) är en amerikansk familjefilm som hade biopremiär i USA den 16 juli 1993, i regi av Simon Wincer.

## Handling
Filmen handlar om Jesse, en pojke i Astoria, Oregon som blivit övergiven av sin mamma och bor på gatan. Han och hans vän kommer till en djurpark där Willy är och de börjar spraya på väggarna. Polisen kommer på dem och Jesse placeras i fosterhem.
Som straff för att de sprayat ned väggarna får han sanera klottret och han lär känna Willy. En späckhuggare som ingen lyckats komma nära. Jesse klarar av jobbet, och blir tränare åt Willy.
Men deras första uppvisning blir katastrof. Två män, som fångat in Willy, vill tjäna pengar på Willy och detta går inte om Willy inte uppträder. De bestämmer sig för att döda valen eftersom den är mer värd död än levande.
Jesse upptäcker sabotaget på Willys bassäng och han och tränaren Randolph bestämmer sig för att transportera Willy till havet igen för att han ska få träffa sin mamma. Men det uppstår problem och de illvilliga männen, som vill se Willy död, gör allt för att sabotera för dem så de inte ska komma till havet i tid.

## Om filmen
Filmen hjälpte till att förändra hur många såg på späckhuggarna, som innan hade ett dåligt anseende på många ställen. Filmens amerikanska och internationella framgång fick till följd att en brevskrivningskampanj startades för att frige Keiko, späckhuggaren som spelade Willy, från sin fångenskap på ett nöjesfält i Mexico City. Keiko dog i frihet, fridfullt i en norsk fjord, Taknes, den 12 december 2003.

## Rollista (i urval)
| Karaktär         | Skådespelare        | Svensk röst     |
| ---------------- | ------------------- | --------------- |
| Jesse            | Jason James Richter | Trolle Carlsson |
| Rae Lindley      | Lori Petty          | Louise Raeder   |
| Annie Greenwood  | Jayne Atkinson      | Beatrice Järås  |
| Randolph Johnson | August Schellenberg | Allan Svensson  |
| Glen Greenwood   | Michael Madsen      | Jonas Bergström |
| Dial             | Michael Ironside    | Stig Engström   |
| Wade             | Richard Riele       | Anders Nyström  |
| Dwight Mercerson | Mykelti Williamson  | Magnus Ehrner   |